# Viktoria-Luise-Platz (stacja metra)
Viktoria-Luise-Platz – stacja metra w Berlinie, w dzielnicy Schöneberg, w okręgu administracyjnym Tempelhof-Schöneberg na linii U4. Stacja została otwarta w 1910.